# Verbandsgemeinde Unkel
La comunità amministrativa di Unkel (Verbandsgemeinde Unkel) si trova nel circondario di Neuwied nella Renania-Palatinato, in Germania.

## Comuni
Fanno parte della comunità amministrativa i seguenti comuni:
| Comune, città          | Sup. (km²) | Abitanti |
| ---------------------- | ---------- | -------- |
| Bruchhausen            | 2,58       | 949      |
| Erpel                  | 9,21       | 2 573    |
| Rheinbreitbach         | 6,58       | 4 512    |
| Unkel, città           | 8,16       | 4 970    |
| Verbandsgemeinde Unkel | 26,53      | 13 004   |

(Abitanti al 31 dicembre 2021)